# Siksa-dong
Siksa-dong (koreanska: 식사동) är en stadsdel i staden Goyang i provinsen Gyeonggi i den nordvästra delen av Sydkorea, 19 km nordväst om huvudstaden Seoul. Den ligger i stadsdistriktet Ilsandong-gu.